# James H. Maloney

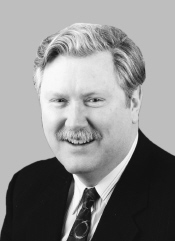
James H. Maloney

James H. „Jim“ Maloney (* 17. September 1948 in Quincy, Massachusetts) ist ein US-amerikanischer Politiker. Zwischen 1997 und 2003 vertrat er den Bundesstaat Connecticut im US-Repräsentantenhaus.

## Werdegang
James Maloney besuchte zunächst die St. Sebastian High School in Needham und studierte dann bis 1972 an der Harvard University. Nach einem Jurastudium an der Boston University und seiner Zulassung als Rechtsanwalt begann er ab 1980 in Danbury in seinem neuen Beruf zu arbeiten. Politisch schloss sich Maloney der Demokratischen Partei an. Zwischen 1986 und 1995 gehörte er dem Senat von Connecticut an.
Bei den Kongresswahlen des Jahres 1996 wurde er im fünften Wahlbezirk von Connecticut in das US-Repräsentantenhaus in Washington, D.C. gewählt. Dort trat er am 3. Januar 1997 die Nachfolge des Republikaners Gary Franks an. Nach zwei Wiederwahlen konnte Maloney bis zum 3. Januar 2003 drei zusammenhängende Legislaturperioden im Kongress absolvieren. Bei den Wahlen des Jahres 2002 unterlag er der Republikanerin Nancy Johnson. Teilweise ist seine Wahlniederlage auch das Ergebnis der Neuaufteilung der Wahlbezirke. In Maloneys Distrikt kamen Gebiete mit großer republikanischer Wählerschaft hinzu. Seit 2003 ist James Maloney politisch nicht mehr in Erscheinung getreten.